# Beatriz Gómez Hermosilla
Beatriz Gómez Hermosilla (Guadalajara; 4 de diciembre de 1985) es una deportista de tiro con arco española.
Comenzó a practicar tiro con arco a los 13 años en el club de Guadalajara de tiro con arco, con 14 años quedó subcampeona de España infantil y con 16 años ganó su primer campeonato de España Absoluto en Teruel.
Con 16 años fue reclamada por el entrenador ruso Stanislav Zabrodsky para entrar en el equipo nacional y residir como becada interna en la residencia de deportistas Joaquín Blume de Madrid, donde permaneció cinco años.
Sus dos últimos años como deportista interna en el Centro de Alto Rendimiento los pasó bajo la supervisión técnica del entrenador esloveno Samo Medved. Varios años después retomó la alta competición y volvió a entrar en el equipo nacional en 2014.
A lo largo de su carrera deportiva ha dirigido dos escuelas deportivas de tiro con arco y ha impartido numerosos seminarios de tecnificación deportiva y de psicología en competición.

## Logros
- 7 veces Campeona de España Absoluta desde 2002
- 8ª clasificada en el Campeonato Mundial Universitario de 2004.
- 9ª clasificada por equipos en el Campeonato del Mundo de Madrid 2005.
- 5ª clasificada en los Juegos Mediterráneos de 2005.
- 9ª clasificada por equipos en el Campeonato Europeo de 2006 y en el de 2014.
- 4  veces plusmarquista nacional por equipos.

## Premios y distinciones
- Medalla de Plata al Mérito Deportivo
- "Premio los Populares" de la Alcarria
- Recompensa Estrella Blanca de la FITA
- Recompensa Estrella Negra de la FITA
- Recompensa de Maestro Arquero